# Jog Falls
Jog Falls là một thị xã của quận Shimoga thuộc bang Karnataka, Ấn Độ.

## Nhân khẩu
Theo điều tra dân số năm 2001 của Ấn Độ, Jog Falls có dân số 12.570 người. Phái nam chiếm 51% tổng số dân và phái nữ chiếm 49%. Jog Falls có tỷ lệ 74% biết đọc biết viết, cao hơn tỷ lệ trung bình toàn quốc là 59,5%: tỷ lệ cho phái nam là 81%, và tỷ lệ cho phái nữ là 68%. Tại Jog Falls, 11% dân số nhỏ hơn 6 tuổi.